# Parlamentní listy
ParlamentníListy.cz, běžně označované jako Parlamentní listy či zkratkou PL, jsou diskusní, zpravodajský a komentátorský internetový portál působící od roku 2008, hodnocený kritiky jako dezinformační médium. Institucionálně nejsou spojeny s Parlamentem České republiky. Vydává je mediální skupina Our Media, v níž v roce 2015 získal podíl senátor Ivo Valenta, který skrze společnost WCV World Capital Ventures Cyprus Limited držel v lednu 2019 podíl v mediální skupině ve výši 70 %. V létě 2023 odkoupila PL mediální skupina okolo Marka Španěla, českého miliardáře a autora počítačové hry Operation Flashpoint, jejíž modifikovanou verzi, označovanou jako VBS, využívá pro výcvik např. americká armáda.
Dříve vycházely také jako tištěný měsíčník, v letech 2003–2013 vydávaný postupně čtyřmi různými komerčními vydavateli. 
V obecném diskursu patří Parlamentní listy mezi média viněná ze šíření proruské propagandy v Česku. Publikují texty autorů, „kteří jsou nesnášenliví k jiným kulturním, náboženským a sociálním odlišnostem“ a jsou tedy označovány, např. Janem Čulíkem či serverem Romea.cz, za šiřitele rasistických, protiuprchlických a protimuslimských falešných zpráv. Podle studie politologů Masarykovy univerzity články na serveru používaly manipulativní techniky, jako např. nálepkování a vyvolávání negativních emocí.

## Vydavatelé
2003–2005Caneton s. r. o. (sídlo Svatý Jan pod Skalou-Sedlec)
2005–2007R.E.M.BRAND s. r. o. (Praha)
2008–2010Grand Princ (Praha)
2010–2023OUR MEDIA a. s. (Praha)
od roku 2023NAŠE MÉDIA a. s. (Praha)
Společnost Caneton byla do obchodního rejstříku zapsána 26. října 1998, 8. června 2007 byla přejmenována na Česká hlava s. r. o. V době, kdy společnost vydávala Parlamentní listy, byli jejími podílníky PhDr. Václav Marek z Prahy (40 %), Stanislav Štěpánek z Prahy (40 %) a Agentura C.D.P. s.r.o. ze Svatého Jana-Sedlce (20 %), vlastněná Stanislavem Štěpánkem. Dosud[kdy?] tuto společnost jako vydavatele uvádí například katalog Ústřední knihovny Fakulty sociálních studií Masarykovy univerzity v nedatovaném záznamu.
R.E.M.BRAND s.r.o. (IČ 498 27 189) vlastnil v době, kdy vydávala časopis, Pavel Vácha z Prahy.
OUR MEDIA a. s. byla založena 8. dubna 2009, se sídlem ve Vinohradské ulici v Praze 3. Původní anonymní akcie vydavatele byly k 28. listopadu 2011 nahrazeny akciemi na jméno, vlastníci nejsou v obchodním rejstříku specifikováni. V pořadí třetím předsedou představenstva je od 16. července 2010 Jan Holoubek (* 1981) z Prahy-Krče. Jan Holoubek je též ředitelem Parlamentních listů, šéfredaktorem internetové verze je Marek Bláha, jeho zástupci jsou Radim Panenka a Jakub Vosáhlo. Vydavatel uvádí dalších asi 25 redaktorů či zpravodajů. Za projektem ParlamentníchListů.cz stojí Jan Holoubek a Jiří Čermák. Jedna ze zakázek, na které Holoubek pracoval byl převod tištěných médií do on-line podoby pro společnost Grand Princ, té také podle údajů na webu společnosti OUR MEDIA a.s. nabídli s Jiřím Čermákem projekt ParlamentníchListů.cz. GRAND PRINC o spolupráci nestál, on-line projekt tak spustili pod vlastní firmou.
Ministerstvo kultury eviduje měsíčník Parlamentní listy vydávaný společností OUR MEDIA a. s. pod evidenčním číslem E 14041, avšak údaj o datu zaevidování v záznamu chybí.
V polovině dubna 2015 informoval server Mediaguru.cz o tom, že poloviční podíl ve společnosti OUR MEDIA získal Ivo Valenta. Michal Voráček si svůj dosavadní podíl ponechal. V březnu roku 2016 informovala média o vstupu společnosti OUR MEDIA do regionální televize Praha TV. Společnost získala v pražské televizi 34 procentní podíl. OUR MEDIA vstoupila na začátku roku 2017 také do regionální Televize Slovácko, kde získala třicetiprocentní podíl. V říjnu 2017 pak do Regionalnitelevize.cz a zároveň držela 65 procentní podíl v novém projektu Brno TV.
V roce 2017 OUR MEDIA byla již podruhé oceněna v rámci projektu Žebříček Českých 100 nejlepších 2017, kterou organizuje společnost COMENIUS, panevropská společnost pro kulturu, vzdělávání a vědecko-technickou spolupráci. Obsadila 88. místo, což je například 52 míst za Českou televizí. Poprvé se do první stovky dostala v roce 2014.
OUR MEDIA též spravuje internetová práva kreslíře a karikaturisty Štěpána Mareše a po nějaký čas i názorové servery EUportal, EUserver.cz, Eportál.cz, EUrabia.cz, Freeglobe.cz, Prvnizpravy.cz a Protiproud.cz. Tyto weby byly do roku 2017 umístěny jako subdomény Parlamentních listů, ale vydavatel deklaroval jejich obsahovou nezávislost. Tyto se následně přesunuly na samostatné domény.
V roce 2021 skupina OUR MEDIA vykázala obrat 111 milionů korun a čistý zisk 2 miliony.
V roce 2023 koupila Parlamentní listy nově vzniklá společnost Naše Média, za níž stáli prostřednictvím společnosti Bohemia Interactive Slavomír Pavlíček a Marek Španěl a dále dosavadní akcionáři OUR MEDIA Michal Voráček, Jan Holoubek a Jiří Čermák. Pavlíček se Španělem už dříve prostřednictvím skupiny SPM investovali také do médií, např. týdeníku Echo či rozhlasové stanice Rádio Z. Naopak Ivo Valenta, vlastnící v té době mimo jiné slovenský deník Pravda, prostřednictvím své společnosti Synot Invest z investice do vydavatelství Parlamentních listů vystoupil.

## Popis
Od roku 2005 je pro tištěnou verzi doložen podtitul „zpravodajský měsíčník pro státní správu“, od roku 2007 „zpravodajský měsíčník nejen pro státní správu“, od roku 2011 „zpravodajský měsíčník nejen pro volené zastupitele“. Výška tištěného časopisu byla udána rozměry 30 cm a 27 cm.
Internetový projekt obsahem a uspořádáním připomíná zpravodajská média. Navíc však poskytuje všem zastupitelům vlastní profil, z nějž mohou bez redakčních zásahů publikovat své názory, komunikovat mezi sebou a odpovídat na dotazy registrovaných čtenářů. Vydavatel uvádí, že jeho záměrem bylo vytvořit jakýsi politický Facebook, v němž se počítá i s účastí dalších společensko-politických institucí, jako jsou nadace, organizace či osobnosti společensko-politického života. Žurnalistickou redakční část projektu považuje vydavatel za doplňkovou. Tvrdí, že se snaží zpravodajsky pokrýt veškeré dění v médiích, které odráží politiku v celostátním, regionálním i městském měřítku, a přinést maximum různých názorů, včetně extrémních, s cílem provokovat k diskuzi v hlavní části projektu. Média a politiku se redakce snaží sledovat jako jeden celek. Současnou fázi projektu (dle informace dostupné na webu na začátku roku 2012) označoval vydavatel za experimentální a růstovou.
Roční předplatné Parlamentních listů stálo v roce 2008 necelých 300 Kč, hlavní příjmy měl časopis z inzerce, jejíž cena se pohybovala od 23 000 do 150 000 Kč. Podle Jany Hryzákové z inzertního oddělení se inzerentům jako bonus poskytoval například rozhovor, který však již nebyl označen jako reklama.

## Publikum
Lidovky.cz v listopadu 2016 publikovaly srovnání uživatelů Facebooku podle inklinaci k politickým stranám a uvedly přehled zpravodajských médií publikujících na této sociální síti, jejichž příspěvky uživatelé nejčastěji „lajkují“. Parlamentní listy byly na prvním místě mezi příznivci SPO, KSČM a všech stran označených za antisystémové. U příznivců ČSSD a Svobodných skončily druhé, u příznivců ANO na třetí příčce. Mezi příznivci ostatních tradičních stran byla „nejlajkovanější“ DVTV, zatímco u ČSSD to byl server Echo24.cz a u ANO iDNES.cz.

## Význam a kritika

### Dosah
Parlamentní listy jsou poměrně často citovány jako původní zdroj informací a mnohá významná média reagují na impulsy vzešlé z Parlamentních listů. Uveřejňují často i kontroverzní texty z různých stran politického spektra. Bližšímu vztahu ke konzervativní a nacionální pravici se zdá nasvědčovat charakter sesterských projektů vydavatele, které jsou v roce 2011 umístěny na subdoménách Parlamentních listů.[zdroj⁠?!]
Na Parlamentní listy příležitostně odkazovala také zahraniční média. Výroky publikované v jejich článcích citovaly například The New York Times, The Wall Street Journal, BBC, The Telegraph nebo Reuters.
Novinář Petr Žantovský v komentáři MF DNES 5. května 2016 uvedl, že se Parlamentní listy „stávají fenoménem naší mediální krajiny“. Podle něj byly novým médiím nasazovány psí hlavy z důvodu růstu jejich sledovanosti, z čehož měla tradiční média s klesající sledovaností obavy. Nárůst zájmu čtenářů o internetové zpravodajské a názorové portály Žantovský přisoudil jejich širokému názorovému záběru v kontrastu s nedostatečným, výběrovým, jednostranným informováním mainstreamových médií.
Podle sociologického průzkumu agentury STEM z léta 2016 asi čtvrtina českých respondentů důvěřovala více „alternativním médiím“, mezi které řadili i Parlamentní listy, nežli médiím tradičním. Aktivisté strategického programu Kremlin Watch think-tanku Evropské hodnoty v červenci 2016 řadili Parlamentní listy mezi šestici nejvlivnějších dezinformačních webů coby hlavní a nejčtenější nosič pro české dezinformátory, neboť umožňovaly dezinformátorům vystoupit mimo své čistě konspirační či dezinformační kruhy.
Parlamentní listy patří mezi servery, na nichž inzerovaly též některé orgány státní správy. Mezi tyto případy náležela svého času inzerce ministerstva pro místní rozvoj ČR, Jihomoravského a Moravskoslezského kraje či pražského magistrátu. V únoru 2017 si online propagaci na serveru Parlamentní listy objednalo ministerstvo průmyslu a obchodu ČR.

### Neoprávněné navozování vztahu k Parlamentu ČR
Česká televize v říjnu 2008 uvedla, že časopis na první pohled působí dojmem, že jde o periodikum z dílny státní správy (například v záhlaví má státní znak), avšak ve skutečnosti jde o lobbistický časopis vydávaný soukromou společností Grand Princ, propojenou s kontroverzními osobami a aktivitami z prostředí Českých drah a pražského magistrátu. Roman Žamboch z tiskového odboru Kanceláře Poslanecké sněmovny uvedl, že sněmovna proti používání tohoto názvu těžko může nějak zasáhnout. Nedovolené použití státního znaku soukromou společností bylo podle České televize v tomto případě přestupkem. Státní znak časopis přestal zneužívat, i v posledních letech[kdy?] je mu však vytýkáno navozování klamného dojmu, že jde o oficiální projekt parlamentu.
Nad rolí Parlamentních listů se v říjnu 2011 pozastavoval Milan Šmíd na svém webu Louč v souvislosti s vypuštěním citlivé informace s potenciálem ovlivnit politická rozhodnutí do mediálního světa. Podle Šmída měl projekt podobné ambice jako dřívější tištěné periodikum Parlamentní zpravodaj, který vycházel od roku 1995 a byl závislý na podpoře firmy Teleaxis Petera Kovarčíka.
Podle Štěpána Kotrby z Britských listů (prosinec 2010) se internetový server Parlamentní listy tvářil jako zpravodajské a publicistické médium, ve skutečnosti však vytvářel „soft“ PR. Kotrba rovněž kritizoval, že si server bez zjevného důvodu dal název navozující vztah k parlamentu, ačkoliv jeho vydavatelem není sbor zákonodárců, ale firma OUR MEDIA a.s., která má jako předmět činnosti uvedeno provádění dobrovolných dražeb movitých věcí podle zákona o veřejných dražbách a výrobu, obchod a služby neuvedené v přílohách 1 až 3 živnostenského zákona, takže vydávání časopisu bylo podle Kotrby zřejmě neoprávněným podnikáním. V současné době[kdy?] však Kotrba na Parlamentních listech sám příležitostně publikuje a podle Literárních novin se jeho původní kritika obrátila v obhajobu tohoto zpravodajského portálu.
Kancelář Poslanecké sněmovny PČR se 23. dubna 2012 rozhodně distancovala od internetového serveru Parlamentní listy a uvedla, že jeho název, obsah, zaměření, autoři článků a vydavatelé nemají s prací Poslanecké sněmovny PČR nic společného a žádným způsobem neodrážejí její stanoviska.

### Porušování principů seriózní žurnalistiky
Parlamentní listy byly dlouhodobě kritizovány za neobjektivnost až zaujatost. V roce 2014 Parlamentní listy získaly třetí místo Anticeny Křišťálové Lupy za „porušování principů seriózní žurnalistiky u tzv. alternativních online médií“. Server Lidovky.cz je dokonce ve svém výzkumu z roku 2015 označil za „Mekku radikálů“, zejména kvůli jejich značné oblibě u protiimigračních a nacionalistických stran a hnutí. Manipulaci s mediálním obsahem potvrdil i bývalý redaktor Parlamentních listů, a to konkrétně na základě osobních zkušeností z kampaně před historicky první přímou volbou prezidenta ČR, v níž Parlamentní listy podporovaly Miloše Zemana.
V březnu 2016 Česká televize odvysílala reportáž, v níž využila informace ruského think-tanku RISI. Parlamentní listy jím byly vyhodnoceny jako české médium s největším množstvím protiruských materiálů, před Českým rozhlasem, Aktuálně.cz, Lidovkami.cz a Svobodným fórem. Podle Jana Holoubka, spoluautora projektu a ředitele společnosti Our Media, se snažila redakce Parlamentních listů články vyvažovat. Z výsledků analýzy redakčního obsahu prováděné mezi květnem a červencem 2015 serverem Lidovky.cz vyplynulo, že počet „proruských“ a „protiruských“ postojů byl téměř v dokonalé rovnováze. Naopak protiamerické a protievropské názory už převažovaly a v názorové sekci a v článcích redaktorů dokonce server označil „vychýlení“ k protizápadní, proruské a protiimigrační rétorice za „enormní“.
Podle výzkumu Masarykovy univerzity zveřejněného v létě 2016 byly Parlamentní listy vnímány jako přechod mezi seriózními médii a šedou zónou prokremelské manipulace, avšak co do obsahu byly dle zjištěných dat stejné jako např. server AC24 a „s manipulativními technikami se u nich setkáváme dokonce častěji než třeba u Sputniku“. Podle výsledků téže analýzy, která kromě Parlamentních listů zahrnovala právě Sputnik, AC24 a Svět kolem nás, tyto servery asi ve 30 % ze zkoumaných 2,5 tisíce textů zmiňovaly Rusko, přičemž téměř dvě třetiny zmínek o něm byly neutrální s vyrovnanou mírou zastoupení Ruska v pozitivním či negativním kontextu. Proruská optika se však projevovala především ve vyvolávání negativních emocí a v líčení obrazu nefungujícího politického systému na Západě. Poměrně častým jevem v těchto médiích bylo podle analýzy nálepkování, tedy zkreslující přisuzování nějakého kolektivního postoje či viny různorodým subjektům, a to v 18 % textů, ve 40 % byla přítomná technika svalování viny na cíl znevěrohodnění, v 34 % fabulace nejrůznějších druhů. V nálepkování a apelech na strach Parlamentní listy vysoce předčily srovnávaný Sputnik. Analýza však neobsahuje žádné srovnání, které by ukázalo, nakolik se čísla vzešlá z výzkumu „prokremelských“ webů liší od webů, považovaných za mainstreamové či systémové.
Na případ manipulativního použití videa Parlamentními listy upozornil např. slovenský Denník N koncem února 2017. S nadpisem „Toto je Paríž“ publikovaly 23. února na svém facebookovém profilu video víc než rok staré, které podle listu mohlo uvést čtenáře v omyl, že jde o aktuální protesty imigrantů a jejich potomků proti policejní brutalitě. Na manipulativní použití téhož videa jako poplašné zprávy přitom již v lednu 2016 upozornila iniciativa HateFree Culture.
Jeden ze spolumajitelů Michal Voráček tvrzení o nevyváženosti popíral. V pořadu Luboše Xavera Veselého na internetové televizi XTV Parlamentní listy v červenci 2017 označil v podstatě za veřejnoprávní médium. Podle něj dávaly prostor naprosto každému a stejně.
V červnu 2017 informoval server Aktuálně.cz o tom, že Ministerstvo vnitra České republiky monitoruje téměř čtyřicet webových stránek šířících dezinformační či jinak zavádějící zprávy, mezi nimi i Parlamentní listy. Své tvrzení server opíral o interní informace od „vysoce postaveného zdroje z ministerstva vnitra“ a interní dokumenty, které získal. Nato přišly Parlamentní listy začátkem ledna 2018 s článkem, v němž tyto informace vyvracely tvrzením pracovnice ministerstva Hany Malé z odboru PR, že „ministerstvo vnitra neposuzuje konkrétní weby, ale konkrétní informace. Žádné seznamy tedy resort vnitra nevytváří“.
V prosinci 2018 publikoval server Forum24 komentář Johany Hovorkové, v němž se mimo jiné uvádělo, že „Parlamentní listy permanentně šíří lži, dezinformace, názory extremistů a agentů StB“, dále že se „výrazně podílí na prohlubujícím se rozvratu české společnosti, na ruské hybridní válce proti západním demokraciím, čímž výrazně přispívá k udržování oligarchy Andreje Babiše u moci“. Vydavatel Parlamentních listů Our Media se soudní cestou domáhal omluvy. Městský soud v Praze však žalobu zamítl a potvrdil, že dle předložených článků je prokázán věcný základ takových tvrzení, přičemž hodnotící soudy Forum24 nepřekročily přípustnou míru kritiky ve společnosti.